# L'Avare (film, 1908)
Pour les articles homonymes, voir L'Avare (homonymie).
Pour plus de détails, voir Fiche technique et Distribution.
L'Avare est un film muet français réalisé par Georges Méliès, sorti en 1908.

## Synopsis
- Titre :  L'Avare (The Miser en anglais, Skapiec en polonais)
- Réalisation : Georges Méliès
- Société de production : Star Film
- Pays d'origine : {{[France}}
- Format : Noir et blanc, muet
- Genre :
- Métrage : 270 m
- Durée : 5 minutes 5 secondes

- Dates de sortie : 1908